# Rote Ziegelei
Die Rote Ziegelei ist ein Wohnplatz in der Stadt Havelsee. Dieser liegt in der Gemarkung Fohrde unmittelbar an der Havel, zentral im Stadtgebiet etwa vierhundert Meter nordwestlich Fohrdes. Die Rote Ziegelei entwickelte sich ähnlich dem Wohnplatz Bruderhof bei Hohenferchesar auf dem Gelände einer im 19. Jahrhundert eröffneten ehemaligen Ziegelei. Sie liegt im Landschaftsschutzgebiet Westhavelland, am Rand des FFH-Gebietes Mittlere Havel Ergänzung.